# Günter Heidorn
Günter Heidorn (* 23. August 1925 in Hamburg; † 23. September 2010 in Kritzmow bei Rostock) war ein deutscher Historiker.

## Leben
Günter Heidorn legte 1943 das Abitur in Kaiserslautern ab. Er trat zum 20. April 1943 der NSDAP bei (Mitgliedsnummer 9.564.305). Er nahm als Marinesoldat am Zweiten Weltkrieg teil und befand sich nach Kriegsende in Kriegsgefangenschaft.
1946 begann er ein Jura-Studium an der Universität zu Köln und trat dort der FDP bei. Er setzte 1947 das Studium in der SBZ an der neu gegründeten Sozialwissenschaftlichen Fakultät der Universität Rostock fort, wo er 1951 eine Stelle als wissenschaftlicher Assistent bei Heinz Herz an der Philosophischen Fakultät erhielt. Seit 1949 war er Mitglied der SED. Nach seiner Promotion an der Humboldt-Universität zu Berlin wurde er 1952 zum Dozenten für das Fach Geschichte der Arbeiterbewegung an der Universität Rostock ernannt und habilitierte dort 1959. Er erhielt eine Professur und hatte seit 1964 den Lehrstuhl für die Geschichte der Arbeiterbewegung inne. Von September 1965 bis 1976 war er außerdem Rektor der Universität Rostock (Nachfolger von Rudolf Schick). 1976 wurde er als Professor für Allgemeine Geschichte der Neuzeit an die Humboldt-Universität berufen und war von 1976 bis 1988 stellvertretender Minister für das Hoch- und Fachschulwesen der DDR. Er war Ehrendoktor der Universität Lettlands in Riga. Die Universität Göteborg lud ihn 1989/90 zu einer Gastprofessur ein. Heidorn wurde am 1. September 1990 emeritiert.

## Auszeichnungen
- Verdienstmedaille der DDR (1960)
- Vaterländischer Verdienstorden in Silber (1969) und in Gold (1985)
- Orden Banner der Arbeit Stufe I (1976)

## Schriften (Auswahl)
- Die Entwicklung des deutschen Zeitungstypus von der Weimarer Republik bis zur Gegenwart unter besonderer Berücksichtigung der Presse von neuem Typus in der DDR., HU Berlin, 1952 (Dissertation).
- Studien zur deutschen Außenpolitik in der Periode von der Ententebildung bis zur Agadirkrise. Unter besonderer Berücksichtigung der Unterstützung dieser Außenpolitik durch die deutsche Presse, dargestellt an einigen typischen Beispielen. Rostock 1959 (Habilitation).
- Ein Weltkrieg wird vorbereitet. Dietz, Berlin 1962.
- Der 8. Mai 1945. Universität Rostock, Rostock 1962.
- Der Rote Oktober und wir. Universität Rostock, Rostock 1967.
- Zum Verhältnis von Geist und Macht in der sozialistischen Gesellschaft. Universität Rostock, Rostock 1969.